# Premeditazione (film)
Premeditazione (Préméditation) è un cortometraggio muto del 1912 diretto da Louis Feuillade.

## Produzione
Il film fu prodotto dalla Société des Etablissements L. Gaumont.

## Distribuzione
Distribuito dalla Société des Etablissements L. Gaumont, uscì nelle sale cinematografiche francesi nel giugno 1912, in Italia nel 1914; è conosciuto anche con il titolo internazionale Premeditation.